# مقام جابر الأنصاري
مقام الصَّحابيّ جابر الأنصاريّ، ويقع في مدينة الطفيلة جنوب الأردن، بالقرب من مقبرة البلديّة الموجودة في منطقة البقيع، وهو عبارة عن غرفة صغيرة على تل جبل الأنصار، فيها ضريح يُنسب للصحابي جابر الأنصاري، حيث سكن هذه المنطقة في فترة من الفترات، واختُلف في مكان وفاته ودفنه.